# Mensenrechtencommissie van de Verenigde Naties
De Mensenrechtencommissie van de Verenigde Naties ((en) United Nations Commission on Human Rights, afgekort UNCHR) was een functionele commissie binnen de Verenigde Naties. Deze commissie werd opgericht in 1946, en in maart 2006 vervangen door de Mensenrechtenraad van de Verenigde Naties (UNHRC).
De UNCHR was een tak van de Economische en Sociale Raad van de Verenigde Naties (ECOSOC), en had tot doel het assisteren van het Bureau van de Hoge Commissaris voor de Mensenrechten van de Verenigde Naties. De commissie was het primaire mechanisme en internationale forum van de VN ter promotie en bescherming van de mensenrechten.

## Geschiedenis
De UNCHR werd opgericht op 10 december 1946 bij de eerste bijeenkomst van de ECOSOC. Het was een van de eerste twee functionele commissies binnen de vroege VN-structuur. De andere was de Commissie voor de Status van Vrouwen. De commissie werd in het leven geroepen volgens de termen van het Handvest van de Verenigde Naties (artikel 68).
De commissie doorliep twee duidelijke fasen. Van 1947 tot 1967 volgde ze een beleid van absenteïsme, wat inhield dat ze zich bezighield met promoten van de mensenrechten en staten helpen bij het opstellen van verdragen voor deze rechten, maar niet met het opsporen en vervolgen van overtreders van de mensenrechten.

In 1967 stapte de commissie over op een beleid van interventionisme. Dit mede vanwege de dekolonisatie van Afrika en Azië, waardoor veel landen de VN aanspoorden harder op te treden voor mensenrechten. Vanaf nu ging de commissie zich ook bezighouden met opsporing en vervolging van overtreders van de mensenrechten.
Om beter aan te sluiten bij dit nieuwe beleid, vonden er meer veranderingen plaats. In de jaren zeventig werd de mogelijkheid voor geografisch georiënteerde werkgroepen gecreëerd. Deze groepen richtten zich op een bepaalde regio of land, zoals in Chili. In de jaren 80 kwamen er ook werkgroepen die zich bezighielden met een bepaald type van mensenrechtenschending.
Geen van deze maatregelen bleek echter voldoende om de commissie zo effectief te maken als de VN had gehoopt. Dit mede omdat ook veel landen die zelf de mensenrechten schonden lid waren van de commissie. De UNCHR raakte steeds meer in diskrediet bij zowel overheden als andere mensenrechtenorganisaties.
Uiteindelijk werd in 2006 besloten om de UNCHR op te heffen en haar te vervangen door een nieuw orgaan, de Mensenrechtenraad van de Verenigde Naties.

## Structuur

### Regionale verdeling

Afrika
Azië
Latijns-Amerika & Caraïben (GRULAC)
Oost-Europa
West-Europa & Overige (WEOG)
VN-lid zonder plaats in een groepering
Geen VN-lidstaat of VN-territorium

Om een mondiale verdeling van de zetels te garanderen krijgt ieder van de vijf onofficiële regionale VN-groeperingen een aantal zetels toebedeeld.
- Afrika
- Azië
- Latijns-Amerika & Caraïben (GRULAC)
- Oost-Europa
- West-Europa & Overige (WEOG)

De hoeveelheid leden per regio is in de opbouw van de commissie een aantal keren gewijzigd.

### Leden
De staten die lid waren van de Commissie voor de Rechten van de Mens werden gekozen door de Economische en Sociale Raad van de Verenigde Naties (ECOSOC). Deze verkiezing, die gewoonlijk in mei van elk jaar plaatsvonden, koos ongeveer een derde van de leden van de Commissie. De leden dienden voor periodes van drie jaar en waren herkiesbaar. De Commissie had geen permanente leden.

#### Historisch ledenoverzicht

##### 1947 - 1966
De regionale bezetting was wisselend:

Van 1947 t/m 1955 was er slechts één land uit de regio Afrika lid van de commissie.

Van 1956 t/m 1962 was er geen enkel land uit de regio Afrika lid van de commissie.
|                            | Het begon met: | Het eindigde met: |
| Afrika                     | 1 lid          | 2 leden           |
| Azië                       | 5 leden        | 4 leden           |
| Latijns-Amerika & Caraïben | 3 leden        | 4 leden           |
| Oost-Europa                | 4 leden        | 3 leden           |
| West-Europa & Overige      | 6 leden        | 8 leden           |

| Termijn | Afrika          | Azië                                                   | Latijns-Amerika & Caraïben              | Oost-Europa                                                 | West-Europa & Overige                                                                                |
| ------- | --------------- | ------------------------------------------------------ | --------------------------------------- | ----------------------------------------------------------- | --- |
| 1947    | Egypte          | China Dominion India Filipijnen Iran Libanon           | Chili Panama Uruguay                    | Joegoslavië Oekraïense SSR Russische SFSR Wit-Russische SSR | Australië België Denemarken Frankrijk Verenigd Koninkrijk Verenigde Staten                           |
| 1948    | Egypte          | China Dominion India Filipijnen Iran Libanon           | Chili Panama Uruguay                    | Joegoslavië Oekraïense SSR Russische SFSR Wit-Russische SSR | Australië België Denemarken Frankrijk Verenigd Koninkrijk Verenigde Staten                           |
| 1949    | Egypte          | China Dominion India Filipijnen Iran Libanon           | Chili Guatemala Uruguay                 | Joegoslavië Oekraïense SSR Russische SFSR                   | Australië België Denemarken Frankrijk Verenigd Koninkrijk Verenigde Staten                           |
| 1950    | Egypte          | China Filipijnen India Libanon                         | Chili Guatemala Uruguay                 | Joegoslavië Oekraïense SSR Russische SFSR                   | Australië België Denemarken Frankrijk Griekenland Verenigd Koninkrijk Verenigde Staten               |
| 1951    | Egypte          | China Dominion Pakistan India Libanon                  | Chili Guatemala Uruguay                 | Joegoslavië Oekraïense SSR Russische SFSR                   | Australië Denemarken Frankrijk Griekenland Verenigd Koninkrijk Verenigde Staten Zweden               |
| 1952    | Egypte          | China Dominion Pakistan India Libanon                  | Chili Uruguay                           | Joegoslavië Oekraïense SSR Polen Russische SFSR             | Australië België Frankrijk Griekenland Verenigd Koninkrijk Verenigde Staten Zweden                   |
| 1953    | Egypte          | China Dominion Pakistan Filipijnen India Libanon       | Chili Uruguay                           | Joegoslavië Oekraïense SSR Polen Russische SFSR             | Australië België Frankrijk Verenigd Koninkrijk Verenigde Staten Zweden                               |
| 1954    | Egypte          | China Dominion Pakistan Filipijnen India Libanon       | Chili Uruguay                           | Oekraïense SSR Polen Russische SFSR                         | Australië België Frankrijk Griekenland Turkije Verenigd Koninkrijk Verenigde Staten                  |
| 1955    | Egypte          | China Dominion Pakistan Filipijnen India Libanon       | Chili Mexico                            | Oekraïense SSR Polen Russische SFSR                         | Australië Frankrijk Griekenland Noorwegen Turkije Verenigd Koninkrijk Verenigde Staten               |
| 1956    |                 | China Dominion Pakistan Filipijnen India Irak Libanon  | Chili Mexico                            | Oekraïense SSR Polen Russische SFSR                         | Australië Frankrijk Griekenland Noorwegen Turkije Verenigd Koninkrijk Verenigde Staten               |
| 1957    |                 | Ceylon China Filipijnen India Irak Iran Israël Libanon | Argentinië Mexico                       | Oekraïense SSR Polen Russische SFSR                         | Frankrijk Italië Noorwegen Verenigd Koninkrijk Verenigde Staten                                      |
| 1958    |                 | Ceylon China Filipijnen India Irak Iran Israël Libanon | Argentinië Mexico                       | Oekraïense SSR Polen Russische SFSR                         | België Frankrijk Italië Noorwegen Verenigd Koninkrijk Verenigde Staten                               |
| 1959    |                 | Ceylon China Filipijnen India Irak Iran Israël Libanon | Argentinië Mexico                       | Oekraïense SSR Polen Russische SFSR                         | België Frankrijk Italië Verenigd Koninkrijk Verenigde Staten                                         |
| 1960    |                 | China Filipijnen India Irak Libanon Pakistan           | Argentinië Mexico Venezuela             | Oekraïense SSR Polen Russische SFSR                         | België Denemarken Frankrijk Oostenrijk Verenigd Koninkrijk Verenigde Staten                          |
| 1961    |                 | Afghanistan China Filipijnen India Irak Pakistan       | Argentinië Panama Venezuela             | Oekraïense SSR Polen Russische SFSR                         | Denemarken Frankrijk Nederland Oostenrijk Verenigd Koninkrijk Verenigde Staten                       |
| 1962    |                 | Afghanistan China Filipijnen India Libanon Pakistan    | Argentinië El Salvador Panama Venezuela | Oekraïense SSR Polen Russische SFSR                         | Denemarken Frankrijk Italië Nederland Oostenrijk Turkije Verenigd Koninkrijk Verenigde Staten        |
| 1963    | Liberia         | Afghanistan China Filipijnen India Libanon             | Chili Ecuador El Salvador Panama        | Oekraïense SSR Polen Russische SFSR                         | Canada Denemarken Frankrijk Italië Nederland Turkije Verenigd Koninkrijk Verenigde Staten            |
| 1964    | Dahomey Liberia | Filipijnen India Libanon                               | Chili Costa Rica Ecuador El Salvador    | Oekraïense SSR Polen Russische SFSR                         | Canada Denemarken Frankrijk Italië Nederland Oostenrijk Turkije Verenigd Koninkrijk Verenigde Staten |
| 1965    | Dahomey Liberia | Filipijnen India Irak Israël                           | Chili Costa Rica Ecuador Jamaica        | Oekraïense SSR Polen Russische SFSR                         | Canada Denemarken Frankrijk Italië Nederland Oostenrijk Verenigd Koninkrijk Verenigde Staten         |
| 1966    | Dahomey Senegal | Filipijnen India Irak Israël                           | Argentinië Chili Costa Rica Jamaica     | Oekraïense SSR Polen Russische SFSR                         | Frankrijk Italië Nederland Nieuw-Zeeland Oostenrijk Verenigd Koninkrijk Verenigde Staten Zweden      |

##### 1967 - 1979
De regionale bezetting werd aangepast:
|                            | Voor 1967: | Vanaf 1967: |
| Afrika                     | 2 leden    | 8 leden     |
| Azië                       | 4 leden    | 6 leden     |
| Latijns-Amerika & Caraïben | 4 leden    | 6 leden     |
| Oost-Europa                | 3 leden    | 4 leden     |
| West-Europa & Overige      | 8 leden    | 8 leden     |

| Termijn | Afrika                                                                          | Azië                                          | Latijns-Amerika & Caraïben                                      | Oost-Europa                                            | West-Europa & Overige                                                                                       |
| ------- | ------------------------------------------------------------------------------- | --------------------------------------------- | --------------------------------------------------------------- | ------------------------------------------------------ | --- |
| 1967    | Dahomey Congo-Brazzaville Egypte Marokko Nigeria Senegal Somalië Tanzania       | Filipijnen India Irak Iran Israël Pakistan    | Argentinië Chili Costa Rica Guatemala Jamaica Peru              | Joegoslavië Oekraïense SSR Polen Russische SFSR        | Frankrijk Griekenland Italië Nieuw-Zeeland Oostenrijk Verenigd Koninkrijk Verenigde Staten Zweden           |
| 1968    | Dahomey Congo-Brazzaville Egypte Madagaskar Marokko Nigeria Senegal Tanzania    | Filipijnen India Iran Israël Libanon Pakistan | Argentinië Chili Guatemala Peru                                 | Joegoslavië Oekraïense SSR Polen Russische SFSR        | Frankrijk Griekenland Italië Nieuw-Zeeland Oostenrijk Verenigd Koninkrijk Verenigde Staten Zweden           |
| 1969    | Congo-Brazzaville Egypte Madagaskar Marokko Mauritanië Nigeria Senegal Tanzania | Filipijnen India Iran Israël Libanon Pakistan | Chili Guatemala Jamaica Peru Uruguay Venezuela                  | Joegoslavië Oekraïense SSR Polen Russische SFSR        | Finland Frankrijk Griekenland Italië Nieuw-Zeeland Oostenrijk Verenigd Koninkrijk Verenigde Staten          |
| 1970    | Congo-Brazzaville Egypte Ghana Madagaskar Marokko Mauritanië Senegal Tanzania   | Filipijnen India Irak Iran Israël Libanon     | Chili Guatemala Jamaica Peru Uruguay Venezuela                  | Joegoslavië Oekraïense SSR Polen Russische SFSR        | Finland Frankrijk Nederland Nieuw-Zeeland Oostenrijk Turkije Verenigd Koninkrijk Verenigde Staten           |
| 1971    | Congo-Brazzaville Egypte Ghana Marokko Mauritanië Mauritius Senegal Tanzania    | Filipijnen India Irak Iran Libanon Pakistan   | Chili Guatemala Mexico Peru Uruguay Venezuela                   | Joegoslavië Oekraïense SSR Polen Russische SFSR        | Finland Frankrijk Nederland Nieuw-Zeeland Oostenrijk Turkije Verenigd Koninkrijk Verenigde Staten           |
| 1972    | Egypte Ghana Marokko Mauritius Nigeria Senegal Tanzania Zaïre                   | Filipijnen India Irak Iran Libanon Pakistan   | Chili Ecuador Guatemala Mexico Peru Venezuela                   | Polen Roemenië Russische SFSR Wit-Russische SSR        | Frankrijk Italië Nederland Noorwegen Oostenrijk Turkije Verenigd Koninkrijk Verenigde Staten                |
| 1973    | Egypte Ghana Mauritius Nigeria Senegal Tanzania Tunesië Zaïre                   | Filipijnen India Irak Iran Libanon Pakistan   | Chili Dominicaanse Republiek Ecuador Mexico Nicaragua Venezuela | Bulgarije Roemenië Russische SFSR Wit-Russische SSR    | Frankrijk Italië Nederland Noorwegen Oostenrijk Turkije Verenigd Koninkrijk Verenigde Staten                |
| 1974    | Egypte Ghana Nigeria Senegal Sierra Leone Tanzania Tunesië Zaïre                | Cyprus India Irak Iran Libanon Pakistan       | Chili Dominicaanse Republiek Ecuador Nicaragua Panama Peru      | Bulgarije Roemenië Russische SFSR Wit-Russische SSR    | Frankrijk Italië Nederland Noorwegen Oostenrijk Turkije Verenigd Koninkrijk Verenigde Staten                |
| 1975    | Egypte Ghana Opper Volta Senegal Sierra Leone Tanzania Tunesië Zaïre            | Cyprus India Irak Iran Libanon Pakistan       | Costa Rica Dominicaanse Republiek Ecuador Nicaragua Panama Peru | Bulgarije Joegoslavië Russische SFSR Wit-Russische SSR | Bondsrepubliek Duitsland Frankrijk Italië Nederland Oostenrijk Turkije Verenigd Koninkrijk Verenigde Staten |
| 1976    | Egypte Lesotho Libië Opper Volta Rwanda Senegal Sierra Leone Tanzania           | Cyprus India Iran Jordanië Libanon Pakistan   | Costa Rica Cuba Ecuador Panama Peru Uruguay                     | Bulgarije Joegoslavië Russische SFSR Wit-Russische SSR | Canada Bondsrepubliek Duitsland Frankrijk Italië Oostenrijk Turkije Verenigd Koninkrijk Verenigde Staten    |
| 1977    | Egypte Lesotho Libië Oeganda Opper Volta Nigeria Rwanda Senegal                 | Cyprus India Iran Jordanië Pakistan Syrië     | Costa Rica Cuba Ecuador Panama Peru Uruguay                     | Bulgarije Joegoslavië Russische SFSR Wit-Russische SSR | Bondsrepubliek Duitsland Canada Italië Oostenrijk Turkije Verenigd Koninkrijk Verenigde Staten Zweden       |
| 1978    | Egypte Ivoorkust Lesotho Libië Nigeria Oeganda Rwanda Senegal                   | Cyprus India Iran Jordanië Pakistan Syrië     | Brazilië Colombia Cuba Panama Peru Uruguay                      | Bulgarije Joegoslavië Polen Russische SFSR             | Australië Canada Frankrijk Oostenrijk Turkije Verenigd Koninkrijk Verenigde Staten Zweden                   |
| 1979    | Benin Burundi Egypte Ivoorkust Marokko Nigeria Oeganda Senegal                  | Cyprus India Irak Iran Pakistan Syrië         | Brazilië Colombia Cuba Panama Peru Uruguay                      | Bulgarije Joegoslavië Polen Russische SFSR             | Australië Bondsrepubliek Duitsland Canada Frankrijk Oostenrijk Portugal Verenigde Staten Zweden             |

##### 1980 - 1991
Opnieuw werd de regionale bezetting aangepast:
|                            | Voor 1980: | Vanaf 1980: |
| Afrika                     | 8 leden    | 12 leden    |
| Azië                       | 6 leden    | 8 leden     |
| Latijns-Amerika & Caraïben | 6 leden    | 8 leden     |
| Oost-Europa                | 4 leden    | 4 leden     |
| West-Europa & Overige      | 8 leden    | 10 leden    |

In de overgang waren deze tijdelijke verschillen:
- 1980-1981: 11 Afrikaanse leden
- 1980-1983: 5 Oost-Europese landen

| Termijn | Afrika | Azië                                                                | Latijns-Amerika & Caraïben                                              | Oost-Europa                                                   | West-Europa & Overige |
| ------- | --- | ------------------------------------------------------------------- | ----------------------------------------------------------------------- | ------------------------------------------------------------- | --- |
| 1980    | Algerije Benin Burundi Egypte Ethiopië Ghana Ivoorkust Marokko Nigeria Senegal Zambia                          | Cyprus India Irak Iran Jordanië Mongolië Pakistan Syrië             | Argentinië Brazilië Colombia Costa Rica Cuba Panama Peru Uruguay        | Bulgarije Joegoslavië Polen Russische SFSR Wit-Russische SSR  | Australië Bondsrepubliek Duitsland Canada Denemarken Frankrijk Griekenland Nederland Portugal Verenigd Koninkrijk Verenigde Staten |
| 1981    | Algerije Benin Burundi Ethiopië Ghana Marokko Nigeria Oeganda Senegal Zaïre Zambia                             | Cyprus Dominion Fiji India Irak Jordanië Mongolië Pakistan Syrië    | Argentinië Brazilië Costa Rica Cuba Mexico Panama Peru Uruguay          | Bulgarije Joegoslavië Polen Russische SFSR Wit-Russische SSR  | Australië Bondsrepubliek Duitsland Canada Denemarken Frankrijk Griekenland Portugal Nederland Verenigd Koninkrijk Verenigde Staten |
| 1982    | Algerije Benin Ethiopië Gambia Ghana Oeganda Rwanda Senegal Togo Zaïre Zambia Zimbabwe                         | China Cyprus Dominion Fiji India Japan Jordanië Pakistan Syrië      | Argentinië Brazilië Costa Rica Cuba Mexico Panama Peru Uruguay          | Bulgarije Joegoslavië Polen Russische SFSR Wit-Russische SSR  | Australië Bondsrepubliek Duitsland Canada Denemarken Frankrijk Griekenland Italië Nederland Verenigd Koninkrijk Verenigde Staten   |
| 1983    | Benin Gambia Ghana Libië Mozambique Oeganda Rwanda Senegal Tanzania Togo Zaïre Zimbabwe                        | Bangladesh China Cyprus Dominion Fiji India Japan Jordanië Pakistan | Argentinië Brazilië Colombia Costa Rica Cuba Mexico Nicaragua Uruguay   | Bulgarije Joegoslavië Polen Oekraïense SSR Russische SFSR     | Australië Bondsrepubliek Duitsland Canada Finland Frankrijk Ierland Italië Nederland Verenigd Koninkrijk Verenigde Staten          |
| 1984    | Benin Gambia Kameroen Kenia Libië Mauritanië Mozambique Rwanda Senegal Tanzania Togo Zimbabwe                  | Bangladesh China Cyprus India Japan Jordanië Pakistan Syrië         | Argentinië Brazilië Colombia Costa Rica Cuba Mexico Nicaragua Uruguay   | Bulgarije Joegoslavië Oekraïense SSR Russische SFSR           | Bondsrepubliek Duitsland Canada Finland Frankrijk Ierland Italië Nederland Spanje Verenigd Koninkrijk Verenigde Staten             |
| 1985    | Benin Congo-Brazzaville Gambia Kameroen Kenia Lesotho Liberia Libië Mauritanië Mozambique Senegal Tanzania     | Bangladesh China Cyprus India Japan Jordanië Sri Lanka Syrië        | Argentinië Brazilië Colombia Costa Rica Mexico Nicaragua Peru Venezuela | Bulgarije Joegoslavië Oekraïense SSR Russische SFSR           | Australië Bondsrepubliek Duitsland Finland Frankrijk Ierland Nederland Oostenrijk Spanje Verenigd Koninkrijk Verenigde Staten      |
| 1986    | Algerije Benin Congo-Brazzaville Ethiopië Gambia Kameroen Kenia Lesotho Liberia Mauritanië Mozambique Senegal  | Bangladesh China Cyprus India Japan Jordanië Sri Lanka Syrië        | Argentinië Brazilië Colombia Costa Rica Mexico Nicaragua Peru Venezuela | Bulgarije Joegoslavië Russische SFSR Wit-Russische SSR        | Australië België Bondsrepubliek Duitsland Frankrijk Ierland Noorwegen Oostenrijk Spanje Verenigd Koninkrijk Verenigde Staten       |
| 1987    | Algerije Benin Congo-Brazzaville Ethiopië Gambia Lesotho Liberia Mozambique Rwanda Senegal Somalië Togo        | Bangladesh China Cyprus India Irak Japan Pakistan Sri Lanka         | Argentinië Brazilië Colombia Costa Rica Mexico Nicaragua Peru Venezuela | Bulgarije Joegoslavië Russische SFSR Wit-Russische SSR        | Australië België Bondsrepubliek Duitsland Frankrijk Ierland Italië Noorwegen Oostenrijk Verenigd Koninkrijk Verenigde Staten       |
| 1988    | Algerije Benin Botswana Ethiopië Gambia Mozambique Nigeria Rwanda Sao Tomé en Principe Senegal Somalië Togo    | Bangladesh China Cyprus India Irak Japan Pakistan Sri Lanka         | Argentinië Brazilië Mexico Colombia Costa Rica Nicaragua Peru Venezuela | Bulgarije Joegoslavië Russische SFSR Wit-Russische SSR        | België Bondsrepubliek Duitsland Frankrijk Ierland Italië Noorwegen Portugal Spanje Verenigd Koninkrijk Verenigde Staten            |
| 1989    | Benin Botswana Ethiopië Gambia Marokko Nigeria Rwanda Sao Tomé en Principe Senegal Somalië Swaziland Togo      | Bangladesh China Cyprus India Irak Japan Pakistan Sri Lanka         | Argentinië Brazilië Colombia Cuba Mexico Panama Peru Venezuela          | Bulgarije Joegoslavië Oekraïense SSR Russische SFSR           | België Bondsrepubliek Duitsland Canada Frankrijk Italië Portugal Spanje Verenigd Koninkrijk Verenigde Staten Zweden                |
| 1990    | Benin Botswana Ethiopië Gambia Ghana Madagaskar Marokko Nigeria Sao Tomé en Principe Senegal Somalië Swaziland | Bangladesh China Cyprus India Irak Japan Pakistan Sri Lanka         | Argentinië Brazilië Colombia Cuba Mexico Panama Peru Venezuela          | Bulgarije Hongarije Joegoslavië Oekraïense SSR Russische SFSR | België Bondsrepubliek Duitsland Canada Frankrijk Italië Portugal Spanje Verenigd Koninkrijk Verenigde Staten Zweden                |
| 1991    | Burundi Gambia Ghana Ethiopië Madagaskar Marokko Mauritanië Senegal Somalië Swaziland Zambia                   | Bangladesh China Cyprus India Indonesië Irak Japan Pakistan         | Argentinië Brazilië Colombia Cuba Mexico Panama Peru Venezuela          | Hongarije Joegoslavië Oekraïense SSR Russische SFSR Tsjechië  | Australië België Canada Duitsland Frankrijk Italië Oostenrijk Portugal Verenigde Staten Zweden                                     |

##### 1992 - 2005
Opnieuw werd de regionale bezetting aangepast:
|                            | Voor 1992: | Vanaf 1992: |
| Afrika                     | 12 leden   | 15 leden    |
| Azië                       | 8 leden    | 12 leden    |
| Latijns-Amerika & Caraïben | 8 leden    | 11 leden    |
| Oost-Europa                | 4 leden    | 5 leden     |
| West-Europa & Overige      | 10 leden   | 10 leden    |

| Termijn | Afrika | Azië                                                                                                  | Latijns-Amerika & Caraïben                                                                                  | Oost-Europa                                      | West-Europa & Overige                                                                                            |
| ------- | --- | --- | --- | ------------------------------------------------ | --- |
| 1992    | Angola Burundi Gabon Gambia Ghana Kenia Lesotho Libië Madagaskar Mauritanië Nigeria Senegal Somalië Tunesië Zambia                                   | Bangladesh China Cyprus India Indonesië Irak Iran Japan Pakistan Sri Lanka Syrië                      | Argentinië Barbados Brazilië Chili Colombia Costa Rica Cuba Mexico Peru Uruguay Venezuela                   | Bulgarije Hongarije Joegoslavië Rusland Tsjechië | Australië Canada Duitsland Frankrijk Italië Nederland Oostenrijk Portugal Verenigd Koninkrijk Verenigde Staten   |
| 1993    | Angola Burundi Gabon Gambia Guinee-Bissau Kenia Lesotho Libië Mauritanië Mauritius Nigeria Tunesië Soedan Togo Zambia                                | Bangladesh China Cyprus India Indonesië Iran Japan Maleisië Pakistan Sri Lanka Syrië Zuid-Korea       | Argentinië Barbados Brazilië Chili Colombia Costa Rica Cuba Mexico Peru Uruguay Venezuela                   | Bulgarije Polen Roemenië Rusland Tsjechië        | Australië Canada Duitsland Finland Frankrijk Nederland Oostenrijk Portugal Verenigd Koninkrijk Verenigde Staten  |
| 1994    | Angola Gabon Guinee-Bissau Ivoorkust Kameroen Kenia Lesotho Libië Malawi Mauritanië Mauritius Nigeria Soedan Togo Tunesië                            | Bangladesh China Cyprus India Indonesië Iran Japan Maleisië Pakistan Sri Lanka Syrië Zuid-Korea       | Barbados Brazilië Chili Colombia Costa Rica Cuba Ecuador Mexico Peru Venezuela Uruguay                      | Bulgarije Hongarije Polen Roemenië Rusland       | Australië Canada Duitsland Finland Frankrijk Italië Nederland Oostenrijk Verenigd Koninkrijk Verenigde Staten    |
| 1995    | Algerije Angola Benin Egypte Ethiopië Gabon Guinee-Bissau Ivoorkust Kameroen Malawi Mauritanië Mauritius Soedan Togo Zimbabwe                        | Bangladesh Bhutan China India Indonesië Japan Maleisië Nepal Pakistan Sri Lanka Zuid-Korea            | Brazilië Chili Colombia Cuba Dominicaanse Republiek Ecuador El Salvador Mexico Nicaragua Peru Venezuela     | Bulgarije Hongarije Polen Roemenië Rusland       | Australië Canada Duitsland Finland Frankrijk Italië Nederland Oostenrijk Verenigd Koninkrijk Verenigde Staten    |
| 1996    | Algerije Angola Benin Egypte Ethiopië Gabon Guinee Ivoorkust Kameroen Madagaskar Malawi Mali Mauritanië Oeganda Zimbabwe                             | Bangladesh Bhutan China India Indonesië Japan Maleisië Nepal Pakistan Sri Lanka Zuid-Korea            | Brazilië Chili Colombia Cuba Dominicaanse Republiek Ecuador El Salvador Mexico Nicaragua Peru Venezuela     | Bulgarije Hongarije Oekraïne Rusland Wit-Rusland | Australië Canada Denemarken Duitsland Frankrijk Italië Nederland Oostenrijk Verenigd Koninkrijk Verenigde Staten |
| 1997    | Algerije Angola Benin Congo-Kinshasa Egypte Ethiopië Gabon Guinee Kaapverdië Madagaskar Mali Mozambique Oeganda Zimbabwe Zuid-Afrika                 | Bangladesh Bhutan China India Indonesië Japan Maleisië Nepal Pakistan Sri Lanka Zuid-Korea            | Argentinië Brazilië Chili Colombia Cuba Dominicaanse Republiek Ecuador El Salvador Mexico Nicaragua Uruguay | Bulgarije Oekraïne Rusland Tsjechië Wit-Rusland  | Canada Denemarken Duitsland Ierland Italië Frankrijk Nederland Oostenrijk Verenigd Koninkrijk Verenigde Staten   |
| 1998    | Botswana Congo-Brazzaville Congo-Kinshasa Guinee Kaapverdië Mozambique Madagaskar Mali Marokko Oeganda Rwanda Senegal Soedan Tunesië Zuid-Afrika     | Bangladesh Bhutan China India Indonesië Japan Maleisië Nepal Pakistan Sri Lanka Zuid-Korea            | Argentinië Brazilië Chili Cuba Ecuador El Salvador Guatemala Mexico Peru Uruguay Venezuela                  | Oekraïne Polen Rusland Tsjechië Wit-Rusland      | Canada Denemarken Duitsland Frankrijk Ierland Italië Luxemburg Oostenrijk Verenigd Koninkrijk Verenigde Staten   |
| 1999    | Botswana Congo-Brazzaville Congo-Kinshasa Kaapverdië Liberia Madagaskar Mauritius Marokko Mozambique Niger Rwanda Senegal Soedan Tunesië Zuid-Afrika | Bangladesh Bhutan China India Indonesië Japan Nepal Pakistan Qatar Sri Lanka Zuid-Korea               | Argentinië Chili Colombia Cuba Ecuador El Salvador Guatemala Mexico Peru Uruguay Venezuela                  | Letland Polen Roemenië Rusland Tsjechië          | Canada Duitsland Frankrijk Ierland Italië Luxemburg Noorwegen Oostenrijk Verenigd Koninkrijk Verenigde Staten    |
| 2000    | Botswana Burundi Congo-Brazzaville Liberia Madagaskar Marokko Mauritius Niger Nigeria Senegal Soedan Tunesië Swaziland Zambia Rwanda                 | Bangladesh Bhutan China India Indonesië Japan Nepal Pakistan Qatar Sri Lanka Zuid-Korea               | Argentinië Brazilië Chili Colombia Cuba Ecuador El Salvador Guatemala Mexico Peru Venezuela                 | Letland Polen Roemenië Rusland Tsjechië          | Canada Duitsland Frankrijk Italië Luxemburg Noorwegen Portugal Spanje Verenigd Koninkrijk Verenigde Staten       |
| 2001    | Algerije Burundi Congo-Kinshasa Djibouti Kameroen Kenia Liberia Libië Madagaskar Mauritius Niger Nigeria Senegal Swaziland Zambia Zuid-Afrika        | China India Indonesië Japan Maleisië Pakistan Qatar Saoedi-Arabië Syrië Thailand Vietnam Zuid-Korea   | Argentinië Brazilië Colombia Costa Rica Cuba Ecuador Guatemala Mexico Peru Uruguay Venezuela                | Letland Polen Roemenië Rusland Tsjechië          | België Canada Duitsland Frankrijk Italië Noorwegen Portugal Spanje Verenigd Koninkrijk Verenigde Staten          |
| 2002    | Algerije Burundi Congo-Kinshasa Kameroen Kenia Libië Nigeria Oeganda Sierra Leone Soedan Togo Senegal Swaziland Zambia Zuid-Afrika                   | Bahrein China India Indonesië Japan Maleisië Pakistan Saoedi-Arabië Syrië Thailand Vietnam Zuid-Korea | Argentinië Brazilië Chili Costa Rica Cuba Ecuador Guatemala Mexico Peru Uruguay Venezuela                   | Armenië Kroatië Polen Rusland Tsjechië           | België Canada Duitsland Frankrijk Italië Oostenrijk Portugal Spanje Verenigd Koninkrijk Zweden                   |
| 2003    | Algerije Burkina Faso Congo-Kinshasa Gabon Kameroen Kenia Libië Oeganda Senegal Sierra Leone Soedan Swaziland Togo Zimbabwe Zuid-Afrika              | Bahrein China India Japan Maleisië Saoedi-Arabië Sri Lanka Syrië Pakistan Thailand Vietnam Zuid-Korea | Argentinië Brazilië Chili Costa Rica Cuba Guatemala Mexico Paraguay Peru Uruguay Venezuela                  | Armenië Kroatië Oekraïne Polen Rusland           | Australië België Canada Duitsland Frankrijk Ierland Oostenrijk Verenigd Koninkrijk Verenigde Staten Zweden       |
| 2004    | Burkina Faso Congo-Brazzaville Egypte Eritrea Ethiopië Gabon Mauritanië Nigeria Oeganda Sierra Leone Soedan Swaziland Togo Zimbabwe Zuid-Afrika      | Bahrein Bhutan China India Indonesië Japan Nepal Pakistan Qatar Saoedi-Arabië Sri Lanka Zuid-Korea    | Argentinië Brazilië Chili Costa Rica Cuba Dominicaanse Republiek Guatemala Honduras Mexico Paraguay Peru    | Armenië Hongarije Kroatië Oekraïne Rusland       | Australië Duitsland Frankrijk Ierland Italië Nederland Oostenrijk Verenigd Koninkrijk Verenigde Staten Zweden    |
| 2005    | Burkina Faso Congo-Brazzaville Egypte Eritrea Ethiopië Gabon Guinee Kenia Mauritanië Nigeria Soedan Swaziland Togo Zimbabwe Zuid-Afrika              | Bhutan China India Indonesië Japan Maleisië Nepal Pakistan Qatar Saoedi-Arabië Sri Lanka Zuid-Korea   | Argentinië Brazilië Costa Rica Cuba Dominicaanse Republiek Ecuador Guatemala Honduras Mexico Paraguay Peru  | Armenië Hongarije Oekraïne Roemenië Rusland      | Australië Canada Duitsland Finland Frankrijk Ierland Italië Nederland Verenigd Koninkrijk Verenigde Staten       |

1. ↑  Het lidmaatschap werd beëindigd eind januari 2001; Kenia maakte de termijn af.
2. ↑  Zetel in 2001 overgenomen van Djibouti.

##### 2006 - 2007
De leden vermeld in 2006 werden in 2004 gekozen voor een periode van 3 jaar (2004-2006).

De leden vermeld in 2007 werden in 2005 gekozen voor een periode van 3 jaar (2005-2007).
In 2006 echter werd de Mensenrechtencommissie van de Verenigde Naties opgeheven en werd het nieuwe orgaan: Mensenrechtenraad van de Verenigde Naties ingesteld.
| Termijn | Afrika                                                                                            | Azië                                                                          | Latijns-Amerika & Caraïben                                                    | Oost-Europa                        | West-Europa & Overige                                         |
| ------- | ------------------------------------------------------------------------------------------------- | ----------------------------------------------------------------------------- | ----------------------------------------------------------------------------- | ---------------------------------- | ------------------------------------------------------------- |
| 2006    | Congo-Brazzaville Egypte Eritrea Ethiopië Guinee Kenia Mauritanië Nigeria Soedan Togo Zuid-Afrika | Bhutan India Indonesië Maleisië Nepal Pakistan Qatar Saoedi-Arabië Zuid-Korea | Costa Rica Cuba Dominicaanse Republiek Ecuador Guatemala Honduras Mexico Peru | Armenië Hongarije Roemenië Rusland | Canada Finland Frankrijk Italië Nederland Verenigd Koninkrijk |
| 2007    | Guinee Kenia Soedan Togo                                                                          | Maleisië Pakistan Zuid-Korea                                                  | Ecuador Mexico                                                                | Armenië Roemenië                   | Canada Finland Frankrijk                                      |

#### Overzicht per land
De volgende tabel laat per land het aantal jaren zien dat een land lid was van de Mensenrechtencommissie.
De jaren zijn geteld tot en met het jaar 2005.
De jaren 2006 en 2007 zijn niet meegeteld omdat de commissie in 2006 werd vervangen door de Mensenrechtenraad.
| Jaren | Land                   | Start | Einde | Opmerking                                                                                    |
| ----- | ---------------------- | ----- | ----- | -------------------------------------------------------------------------------------------- |
| 59    | India                  | 1947  | 2006  | Inclusief de jaren als Dominion India                                                        |
| 59    | Rusland                | 1947  | 2006  | Inclusief de jaren als Russische SFSR                                                        |
| 58    | Frankrijk              | 1947  | 2007  |                                                                                              |
| 58    | Verenigde Staten       | 1947  | 2005  |                                                                                              |
| 57    | Verenigd Koninkrijk    | 1947  | 2006  |                                                                                              |
| 45    | Pakistan               | 1951  | 2007  | Inclusief de jaren als Dominion Pakistan                                                     |
| 44    | Filipijnen             | 1947  | 2000  |                                                                                              |
| 41    | China                  | 1947  | 2005  |                                                                                              |
| 37    | Oekraïne               | 1947  | 2005  | Inclusief de jaren als Oekraïense SSR                                                        |
| 36    | Italië                 | 1957  | 2006  |                                                                                              |
| 36    | Polen                  | 1952  | 2003  |                                                                                              |
| 35    | Peru                   | 1967  | 2006  |                                                                                              |
| 34    | Chili                  | 1947  | 2004  |                                                                                              |
| 34    | Oostenrijk             | 1960  | 2004  |                                                                                              |
| 33    | Mexico                 | 1955  | 2007  |                                                                                              |
| 33    | Senegal                | 1966  | 2003  |                                                                                              |
| 32    | Argentinië             | 1957  | 2005  |                                                                                              |
| 30    | Duitsland              | 1975  | 2005  | Inclusief de jaren als Bondsrepubliek Duitsland                                              |
| 30    | Joegoslavië            | 1947  | 1992  | Uiteengevallen in: Bosnië en Herzegovina, Kroatië, Macedonië, Montenegro, Servië en Slovenië |
| 29    | Uruguay                | 1947  | 2003  |                                                                                              |
| 28    | Australië              | 1947  | 2005  |                                                                                              |
| 28    | Canada                 | 1963  | 2007  |                                                                                              |
| 28    | Egypte                 | 1947  | 2006  |                                                                                              |
| 27    | Brazilië               | 1978  | 2005  |                                                                                              |
| 27    | Venezuela              | 1960  | 2003  |                                                                                              |
| 26    | Cuba                   | 1976  | 2006  |                                                                                              |
| 26    | Libanon                | 1947  | 1976  |                                                                                              |
| 26    | Nederland              | 1961  | 2006  |                                                                                              |
| 24    | Bulgarije              | 1973  | 1997  |                                                                                              |
| 24    | Irak                   | 1956  | 1992  |                                                                                              |
| 24    | Japan                  | 1982  | 2005  |                                                                                              |
| 23    | Costa Rica             | 1964  | 2006  |                                                                                              |
| 23    | Iran                   | 1947  | 1994  |                                                                                              |
| 22    | Nigeria                | 1967  | 2006  |                                                                                              |
| 21    | Colombia               | 1978  | 2001  |                                                                                              |
| 21    | Cyprus                 | 1974  | 1994  |                                                                                              |
| 21    | Sri Lanka              | 1957  | 2005  | Inclusief de jaren als Dominion Ceylon                                                       |
| 19    | België                 | 1947  | 2003  |                                                                                              |
| 19    | Ecuador                | 1963  | 2007  |                                                                                              |
| 18    | Bangladesh             | 1983  | 2000  |                                                                                              |
| 17    | Guatemala              | 1949  | 2006  |                                                                                              |
| 17    | Panama                 | 1947  | 1991  |                                                                                              |
| 16    | Wit-Rusland            | 1947  | 1998  | Inclusief de jaren als Wit-Russische SSR                                                     |
| 15    | Denemarken             | 1949  | 1998  |                                                                                              |
| 15    | Marokko                | 1967  | 2000  |                                                                                              |
| 15    | Syrië                  | 1977  | 2003  |                                                                                              |
| 15    | Turkije                | 1954  | 1978  |                                                                                              |
| 15    | Zweden                 | 1951  | 2004  |                                                                                              |
| 14    | Ethiopië               | 1980  | 2006  |                                                                                              |
| 14    | Indonesië              | 1991  | 2006  |                                                                                              |
| 14    | Mauritanië             | 1969  | 2006  |                                                                                              |
| 13    | Congo-Brazzaville      | 1967  | 2006  |                                                                                              |
| 13    | Congo-Kinshasa         | 1972  | 2003  | Inclusief de jaren als Zaïre                                                                 |
| 13    | Ghana                  | 1970  | 1992  |                                                                                              |
| 13    | Tanzania               | 1967  | 1985  |                                                                                              |
| 13    | Togo                   | 1982  | 2007  |                                                                                              |
| 12    | Algerije               | 1980  | 2003  |                                                                                              |
| 12    | Gambia                 | 1982  | 1993  |                                                                                              |
| 12    | Griekenland            | 1950  | 1982  |                                                                                              |
| 12    | Ierland                | 1983  | 2005  |                                                                                              |
| 12    | Libië                  | 1976  | 2003  |                                                                                              |
| 12    | Madagaskar             | 1968  | 2001  |                                                                                              |
| 12    | Nicaragua              | 1973  | 1997  |                                                                                              |
| 12    | Noorwegen              | 1955  | 2001  |                                                                                              |
| 12    | Oeganda                | 1977  | 2004  |                                                                                              |
| 12    | Portugal               | 1979  | 2002  |                                                                                              |
| 12    | Rwanda                 | 1976  | 2000  |                                                                                              |
| 12    | Zuid-Korea             | 1993  | 2007  |                                                                                              |
| 11    | Benin                  | 1964  | 1997  | Inclusief de jaren als Republiek Dahomey                                                     |
| 10    | Finland                | 1969  | 2007  |                                                                                              |
| 10    | Jordanië               | 1976  | 1986  |                                                                                              |
| 10    | Kenia                  | 1984  | 2007  |                                                                                              |
| 10    | Maleisië               | 1993  | 2007  |                                                                                              |
| 10    | Roemenië               | 1972  | 2007  |                                                                                              |
| 10    | Soedan                 | 1993  | 2007  |                                                                                              |
| 9     | Burundi                | 1979  | 2002  |                                                                                              |
| 9     | El Salvador            | 1962  | 2000  |                                                                                              |
| 9     | Swaziland              | 1989  | 2005  |                                                                                              |
| 9     | Gabon                  | 1992  | 2005  |                                                                                              |
| 9     | Israël                 | 1957  | 1970  |                                                                                              |
| 9     | Kameroen               | 1984  | 2003  |                                                                                              |
| 9     | Lesotho                | 1976  | 1994  |                                                                                              |
| 9     | Liberia                | 1963  | 2001  |                                                                                              |
| 9     | Mauritius              | 1971  | 2001  |                                                                                              |
| 9     | Mozambique             | 1983  | 1999  |                                                                                              |
| 9     | Spanje                 | 1984  | 2002  |                                                                                              |
| 9     | Tsjechië               | 1991  | 2002  |                                                                                              |
| 9     | Tunesië                | 1973  | 2000  |                                                                                              |
| 9     | Zambia                 | 1980  | 2002  |                                                                                              |
| 9     | Zimbabwe               | 1982  | 2005  |                                                                                              |
| 8     | Bhutan                 | 1995  | 2006  |                                                                                              |
| 8     | Dominicaanse Republiek | 1973  | 2006  |                                                                                              |
| 8     | Hongarije              | 1990  | 2006  |                                                                                              |
| 8     | Nepal                  | 1995  | 2006  |                                                                                              |
| 8     | Zuid-Afrika            | 1997  | 2006  |                                                                                              |
| 7     | Somalië                | 1967  | 1992  |                                                                                              |
| 6     | Angola                 | 1992  | 1997  |                                                                                              |
| 6     | Botswana               | 1988  | 2000  |                                                                                              |
| 6     | Burkina Faso           | 1975  | 2005  | Inclusief de jaren als Opper-Volta                                                           |
| 6     | Ivoorkust              | 1978  | 1996  |                                                                                              |
| 6     | Jamaica                | 1965  | 1970  |                                                                                              |
| 6     | Nieuw-Zeeland          | 1966  | 1971  |                                                                                              |
| 6     | Sierra Leone           | 1974  | 2004  |                                                                                              |
| 5     | Qatar                  | 1999  | 2006  |                                                                                              |
| 5     | Saoedi-Arabië          | 2001  | 2006  |                                                                                              |
| 4     | Armenië                | 2002  | 2007  |                                                                                              |
| 4     | Guinee                 | 1996  | 2007  |                                                                                              |
| 3     | Afghanistan            | 1961  | 1963  |                                                                                              |
| 3     | Bahrein                | 2002  | 2004  |                                                                                              |
| 3     | Barbados               | 1992  | 1994  |                                                                                              |
| 3     | Fiji                   | 1981  | 1983  | Inclusief de jaren als Dominion Fiji                                                         |
| 3     | Guinee-Bissau          | 1993  | 1995  |                                                                                              |
| 3     | Kaapverdië             | 1997  | 1999  |                                                                                              |
| 3     | Kroatië                | 2002  | 2004  |                                                                                              |
| 3     | Letland                | 1999  | 2001  |                                                                                              |
| 3     | Luxemburg              | 1998  | 2000  |                                                                                              |
| 3     | Malawi                 | 1994  | 1996  |                                                                                              |
| 3     | Mali                   | 1996  | 1998  |                                                                                              |
| 3     | Niger                  | 1999  | 2001  |                                                                                              |
| 3     | Paraguay               | 2003  | 2005  |                                                                                              |
| 3     | Sao Tomé en Principe   | 1988  | 1990  |                                                                                              |
| 3     | Thailand               | 2001  | 2003  |                                                                                              |
| 3     | Vietnam                | 2001  | 2003  |                                                                                              |
| 2     | Eritrea                | 2004  | 2006  |                                                                                              |
| 2     | Honduras               | 2004  | 2006  |                                                                                              |
| 2     | Mongolië               | 1980  | 1981  |                                                                                              |
| 1     | Djibouti               | 2001  | 2001  | Was slechts 1 maand lid. Werd daarna vervangen door Kenia                                    |

Algemene Vergadering · Veiligheidsraad · Economische en Sociale Raad · Secretariaat van de Verenigde Naties · Internationaal Gerechtshof · Trustschapsraad